# 1953年のラジオ (日本)
1953年のラジオ (日本)では、1953年の日本のラジオ番組、その他ラジオ界の動向について記す。

## 主な番組関連の出来事
- 2月28日 - NHK、『土曜コンサート』にて、全国ネットでは初めて、ラジオ第1（左チャンネル）と第2（右チャンネル）のモノラル2波を使ったステレオ放送（当時は立体放送と呼んでいた）を行う[1]。
- 7月8日 - NHK、普段はラジオ第1にて放送している『NHKシンフォニーホール』が、この日特別に、ラジオ第2と共に立体（ステレオ）放送を実施[注 1][2][3]。

## 開局
- 3月1日 - ラジオ長崎（現：長崎放送）
- 9月1日 - ラジオ高知（現：高知放送）
- 10月1日
  - 山陽放送（現：RSK山陽放送）
  - ラジオ四国（現：西日本放送）
  - 南海放送
  - ラジオ熊本（現：熊本放送）
  - ラジオ大分（現：大分放送）
- 10月10日 - ラジオ南日本（現：南日本放送）
- 10月12日 - ラジオ青森（現：青森放送）
- 10月15日 - 山形放送
- 11月1日 - ラジオ東北（現：秋田放送）
- 12月1日 - ラジオ福島
- 12月10日 - ラジオ三重（1959年にラジオ東海と合併し東海ラジオ放送となった）
- 12月25日 - 岩手放送（現：IBC岩手放送）

## 商号変更
- 1月1日 - 仙台放送→東北放送
- 12月25日 - ラジオ四国→ラジオ香川

## 特別番組

### 3月放送
- 22日 - 立体（ステレオ）放送 明治座新派劇「太郎の青春」（NHKラジオ第1・第2）[注 2][4]

### 5月放送
- 22日 - 「立体（ステレオ）放送 軽音楽」（NHKラジオ第1・第2）[注 3][5][6]

### 8月放送
- 23日 - 立体（ステレオ）放送 ドラマ「死んだにわとり」（NHKラジオ第1・第2）[注 4][7][8]

### 9月放送
- 17日 - 李承晩ライン現地報告（NHK福岡）[9]

### 11月放送
- 3日 - 立体（ステレオ）放送 モーツァルト作曲 歌劇「ドン・ジョヴァンニ」（抜粋）（NHKラジオ第1・第2）[注 5][10][11][12]

## 開始番組

### 1953年1月放送開始
NHKラジオ第1放送
- 5日 
  - 新諸国物語「笛吹童子」
  - おかめ八目[13]
- 8日 - お姉さんと一緒[13]

四国放送
- 開始日不明 - 日乃出ミュージックグラフ

### 1953年4月放送開始
NHKラジオ第1放送
- 12日 - 新聞をよんで[13]
- 13日 
  - 人生読本[13]
  - 料理クラブ[13]

NHKラジオ第2放送
- 12日 
  - 中国語入門講座[13]
  - 商店の皆さんへ
- 13日 - NHK高等学校講座[13]
- 18日 - 青年学級の友へ[13]

### 1953年6月放送開始
NHKラジオ第1放送
- 1日 - あすの農作業（岡山局）[13]

### 1953年10月放送開始
NHKラジオ第2放送
- 31日 - 素人ラジオ探偵局[9]

ラジオ東京
- 25日 - 北から南から

ラジオ熊本
- 1日 - 午後2時5分一寸一服

ラジオ南日本
- 10日
  - 希望のリボン
  - 城山スズメ

### 1953年11月放送開始
NHKラジオ第1放送
- 1日 - 財界往来[9]

NHKラジオ第2放送
- 1日 - 科学ゼミナール[9]
- 2日 - 名作劇場[9]
- 6日 - 歴史の窓から
- 8日 - ラジオ詩集

ラジオ四国
- 17日 - タンゴアルバム

### 1953年12月放送開始
ラジオ福島
- 1日 - 昼の希望音楽会